# Imposta sul reddito

Comparazione delle aliquote massime di Francia, Germania, Regno Unito e Stati Uniti, dal 1900 al 2013

Un'imposta sul reddito è un'imposta applicata a persone fisiche o giuridiche (contribuenti) in relazione al reddito o agli utili da loro realizzati (comunemente chiamato «imponibile»). L'imposta sul reddito è generalmente calcolata come il prodotto di un'aliquota fiscale per il reddito imponibile. Le aliquote fiscali possono variare a seconda della tipologia o delle caratteristiche del contribuente e del tipo di reddito.

## Descrizione

Comparazione dei sistemi di tassazione dei redditi delle persone nel mondo.

L'aliquota d'imposta può aumentare all'aumentare dell'imponibile (denominate aliquote d'imposta graduali o progressive). L'imposta applicata alle società è generalmente nota come «imposta sul reddito delle società» ed è comunemente riscossa a un'aliquota fissa. Il reddito individuale è spesso tassato con aliquote progressive per cui l'aliquota fiscale applicata a ciascuna unità di reddito aggiuntiva aumenta (ad esempio i primi 10000 € di reddito tassati allo 0%, i successivi 10000 € tassati all'1%, ecc.). La maggior parte delle giurisdizioni esenta dalle tasse le organizzazioni di beneficenza locali. Il reddito da investimenti può essere tassato con aliquote diverse (generalmente inferiori) rispetto ad altri tipi di reddito. Possono essere concessi crediti di vario genere che riducono le tasse. Alcune giurisdizioni impongono il più alto tra un'imposta sul reddito o un'imposta su una base o misura alternativa del reddito.
L'imponibile dei contribuenti residenti nella giurisdizione è generalmente il reddito totale meno le spese di produzione del reddito e altre detrazioni. Generalmente, solo l'utile netto derivante dalla vendita di immobili, inclusi i beni destinati alla vendita, è incluso nel reddito. Il reddito degli azionisti di una società di solito include le distribuzioni di dividendi da parte della società. Le detrazioni in genere includono tutte le spese di produzione o di lavoro, inclusa un'indennità per il recupero dei costi dei beni aziendali. La maggior parte delle giurisdizioni non tassano i redditi guadagnati al di fuori della giurisdizione o consentono un credito per le tasse pagate ad altre giurisdizioni su tali entrate. I non residenti sono tassati solo su determinati tipi di reddito da fonti all'interno delle giurisdizioni, con poche eccezioni.
La maggior parte delle giurisdizioni richiede una «dichiarazione dei redditi». Potrebbero essere richiesti pagamenti anticipati delle tasse da parte dei contribuenti. I contribuenti che non pagano puntualmente le imposte dovute sono generalmente soggetti a sanzioni significative, che possono includere il carcere per le persone fisiche o la revoca dell'esistenza giuridica di un'entità.

## L'imposta sul reddito nel mondo

### L'imposta nel mondo

#### Italia

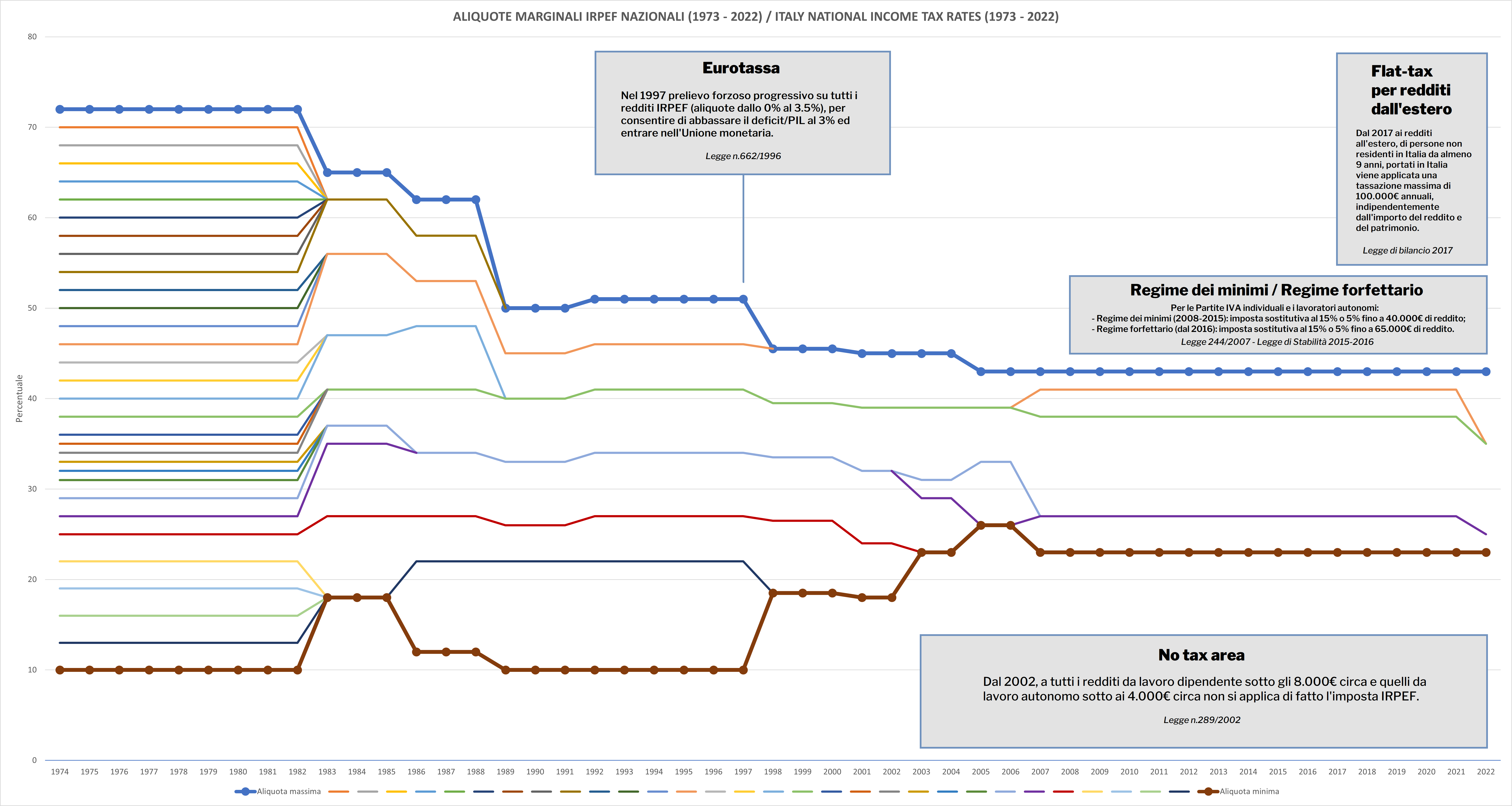
Serie storica delle aliquote IRPEF e delle eccezioni occorse, dal 1973 al 2022.

L'imposta sul reddito delle persone fisiche (IRPEF) in Italia è stata introdotta nel 1973 ed è regolata attualmente dal testo unico delle imposte sui redditi (TUIR) del 1986, che ha subito diverse rivisitazioni nel corso degli anni.
All'inizio era prevista un sistema molto progressivo a 32 scaglioni dal 10% al 72%, mentre nel corso degli anni si è arrivati a un sistema a 5 scaglioni (4 dal 2022) dal 23% al 43%, con una no tax area dal 2002 per redditi molto bassi (all'incirca 8.000€ per redditi da lavoro dipendente e 4.000€ per redditi da lavoro autonomo).

#### Francia

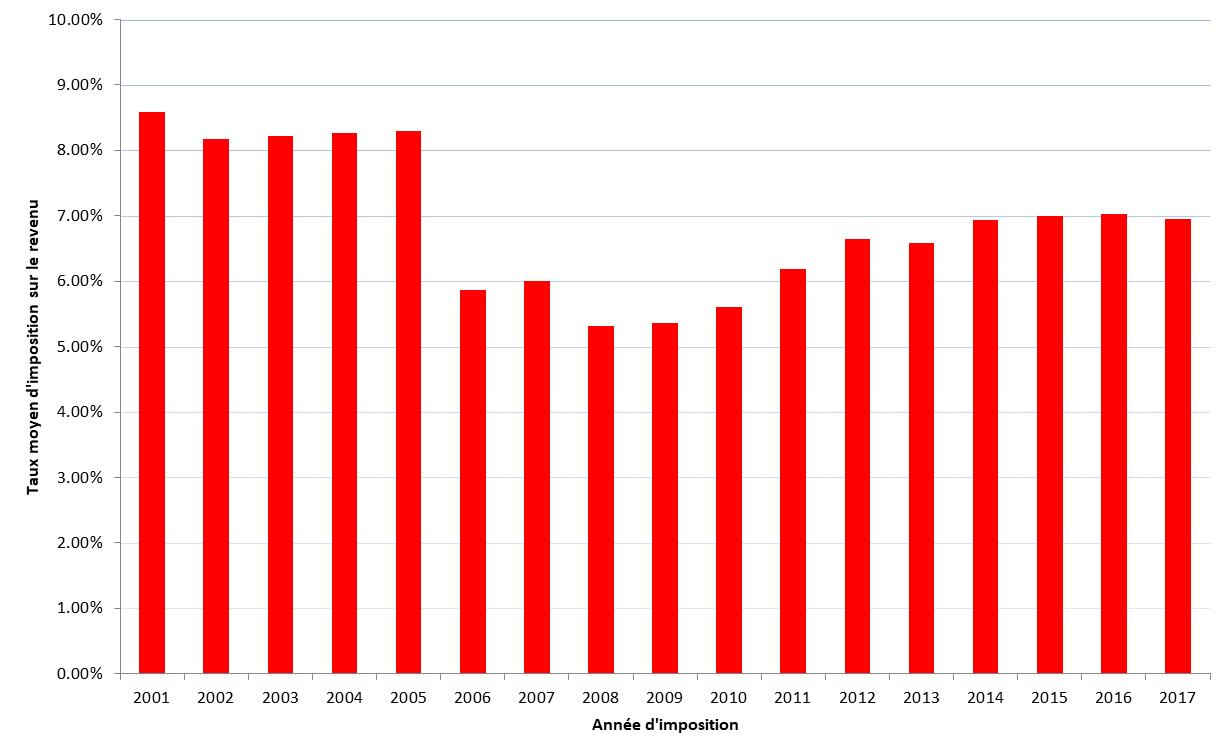
Aliquota fiscale media dell'imposta sul reddito in Francia (2001 - 2017).

In Francia è denominata Impôt sur le revenu (IR) ed è stata istituita nel luglio 1914 con lo scoppio della prima guerra mondiale, venendo più volte emendata. Presente nel Code général des impôts (del 1950) alla sezione 1-A.

#### Stati Uniti d'America

Serie storica delle aliquote della Income Tax statunitense, dal 1860 al 2021.

La income tax è stata istituita negli Stati Uniti in maniera stabile dal 1913 con il XVI emendamento della Costituzione degli Stati Uniti d'America, arrivando ad essere molto progressiva con la prima guerra mondiale e poi di nuovo dalla seconda guerra mondiale fino alla metà degli anni '80 (con aliquota massima al 92%). Oggi essa si articola su 7 scaglioni che vanno da quello al 10% al 37% (dal 2017).

### Cronologia dell'introduzione dell'imposta sui redditi nel mondo
- 1799 - 1816 / 1842:  Regno Unito[1][2]
- 1840:  Svizzera[3]
- 1860:  India[4]
- 1861 - 1872 / 1894 - 1895 / 1913:  Stati Uniti[5][6][7] - (Income tax (Stati Uniti d'America))
- 1864:  Italia[8] - (Imposta di ricchezza mobile, poi Imposta sul reddito delle persone fisiche)
- 1872:  Francia[9]
- 1887:  Giappone[10]
- 1891:  Nuova Zelanda[11]
- 1900:  Spagna[12]
- 1902:  Svezia[13]
- 1903:  Danimarca[14]
- 1908:  Indonesia[15]
- 1911:  Norvegia[13]
- 1916:  Australia[16],  Russia[17]
- 1920:  Polonia[18]
- 1921:  Finlandia[13]
- 1922:  Brasile[19]
- 1924:  Messico[20]
- 1932:  Argentina[21]
- 1934:  Perù[22]
- 1937:  Cina[23]
- 1942:  Venezuela[24]
- 2007:  Uruguay[25]

## Pubblicazione dei redditi
La pubblicazione dei redditi dei cittadini è presente attualmente nei paesi del nord Europa, ovvero in Norvegia, Svezia e Finlandia.

### Svezia
La Svezia, in particolare, ha pubblicato sin dal 1905 il Taxeringskalendern contenente tali informazioni e negli ultimi anni si sono sviluppati diversi siti web che forniscono, previa registrazione ma con alcuni dati pubblici e gratuiti, le informazioni anagrafiche, reddituali e patrimoniali (quest'ultima fino al 2007, poi la tassa patrimoniale fu abolita) di ogni cittadino residente, come ratsit.se.

### Italia
Durante la Prima Repubblica vi era in ogni municipio una sala con i registri di tutti i redditi delle persone residenti nel comune, e la "scheda Vanoni" ogni anno faceva parlare i giornali dei redditi dei più abbienti. Nella primavera 2008 il Governo Prodi II provò a ripubblicare sul web i redditi degli italiani, ma a causa dell'intervento del Garante della Privacy e delle polemiche sollevatesi, l'apposito sito venne dismesso dopo appena un giorno.

### Riferimenti normativi
- Decreto del Presidente della Repubblica 29 settembre 1973, n. 600 - Disposizioni comuni in materia di accertamento delle imposte sui redditi.